# Glitch Mode
Glitch Mode è il secondo album in studio della boy band sudcoreana NCT Dream, pubblicato nel 2022.

## Tracce
1. Fire Alarm (파이어 알람; Pai-eo Allam) – 3:12
2. Glitch Mode (버퍼링; Beopeoring) – 3:27
3. Arcade – 3:27
4. It's Yours (너를 위한 단어; Neoreul Wihan Dan-eo) – 3:44
5. Teddy Bear (잘 자; Jal Ja) – 4:02
6. Replay (내일 봐; Nae-il Bwa) – 3:34
7. Saturday Drip (Mark, Jeno, Jaemin, Jisung) – 3:00
8. Better Than Gold (지금; Jigeum) – 3:20
9. Drive (미니카; Minika) – 3:18
10. Never Goodbye (북극성; Bukgeukseong) – 3:32
11. Rewind – 3:04

## Beatbox
La versione "repackaged" dell'album, intitolata Beatbox, è stata pubblicata il 30 maggio 2022 e include quattro tracce aggiuntive.

### Tracce
1. Beatbox (비트박스) – 3:25
2. Fire Alarm (파이어 알람; Pai-eo Allam) – 3:12
3. Glitch Mode (버퍼링; Beopeoring) – 3:27
4. Arcade – 3:27
5. To My First (마지막 인사) – 3:03
6. It's Yours (너를 위한 단어; Neoreul Wihan Dan-eo) – 3:44
7. Teddy Bear (잘 자; Jal Ja) – 4:02
8. Sorry, Heart (Renjun, Haechan, Chenle) – 3:33
9. Replay (내일 봐; Nae-il Bwa) – 3:34
10. Saturday Drip (Mark, Jeno, Jaemin, Jisung) – 3:00
11. Better Than Gold (지금; Jigeum) – 3:20
12. Drive (미니카; Minika) – 3:18
13. Never Goodbye (북극성; Bukgeukseong) – 3:32
14. Rewind – 3:04
15. On the way (별 밤) – 3:29